# Phanerotomella capensis
Phanerotomella capensis är en stekelart som beskrevs av Herbert Zettel 1989. Phanerotomella capensis ingår i släktet Phanerotomella och familjen bracksteklar. Inga underarter finns listade i Catalogue of Life.